# Datchéka-Takréo
Ne doit pas être confondu avec Datcheka.
Datchéka-Takréo (ou Takréo) est une localité du Cameroun située dans la commune de Kar-Hay, le département du Mayo-Danay et la Région de l'Extrême-Nord, à proximité de la frontière avec le Tchad.

## Population
En 1967 Datchéka Nord comptait 481 habitants, et Datchéka Sud 810, principalement Toupouri.
Lors du recensement de 2005, pour Datchéka (sans distinction), ce chiffre s'élevait à 1 411.
Une étude de terrain de 2013 évalue la population de Takréo à 2 157 personnes.